# Maelgwn ab Owain
Maelgwn ab Owain († nach 1173) war ein Lord des walisischen Fürstentums Gwynedd.
Er war ein Sohn von Owain Gwynedd und dessen Frau Gwladus, einer Tochter von Llywarch ap Trahern von Arwystli, und damit ein Bruder von Iorwerth Drwyndwn, dem Vater von Llywelyn ap Iorwerth. Bei der Teilung des Reiches nach dem Tod seines Vaters 1170 wurde er Herrscher von Anglesey. Er wurde 1173 von seinem Halbbruder Dafydd vertrieben und flüchtete nach Irland. Als er im noch im gleichen Jahr nach Gwynedd zurückkehrte, wurde er von Dafydd gefangen genommen. Sein weiteres Schicksal ist unbekannt. 